# Tiazină
Tiazina este un compus heterociclic format dintr-un nucleu ce conține patru atomi de carbon, unul de azot și unul de sulf. Există trei izomeri ai compusului.

## Obținere
1,4-tiazina poate fi preparată în urma reacției dintre diona corespunzătoare și aluminiu pulbere, în condiții de temperatură ridicată.

## Izomerie
Tiazina prezintă trei tautomeri: